# Российская академия живописи, ваяния и зодчества
Российская академия живописи, ваяния и зодчества Ильи Глазунова — высшее учебное художественное заведение.

## История
Академия основана в 1987 году народным художником СССР Ильёй Сергеевичем Глазуновым. Учебные корпусы академии располагаются в центре Москвы, в частности в «доме Юшкова», построенном зодчим В. Баженовым в XVIII веке, а также в знаменитом «доме писательского кооператива» в Камергерском переулке.
В академии функционирует 5 факультетов, аспирантура, ассистентура-стажировка, 10 кафедр, из них 7 выпускающих, музей и научная библиотека. Уральский филиал Российской академии живописи, ваяния и зодчества Ильи Глазунова находится в Перми.
Научно-педагогический коллектив Академии составляет 140 человек, в их числе два народных художника РФ: Глазунов Иван Ильич и Щербаков Салават Александрович; четыре заслуженных художника РФ: Штейн Владимир Альбертович,  Слепушкин Дмитрий Анатольевич, Афонин Александр Павлович,  Сергеев Юрий Алексеевич. Десять преподавателей академии являются академиками и членами-корреспондентами Российской академии художеств.
На пяти факультетах академии (живописи, реставрации живописи, скульптуры, искусствоведения, архитектуры) работают подготовительные курсы.
Согласно Постановлению Правительства Российской Федерации от 18 января 2014 года, ректор Академии назначается Правительством Российской Федерации.